# Vinita Terrace
Vinita Terrace – wieś w Stanach Zjednoczonych, w stanie Missouri, w hrabstwie St. Louis.